# Tabebuia nodosa
Tabebuia nodosa (palo cruz) es una especie botánica de árbol nativo de Sudamérica, en la región chaqueña y mínimas zonas de Pantanal, en los países de Brasil, Argentina, Bolivia y Paraguay.
Es un árbol semipersistente, mediano hasta 9 m de altura, copa rala, ramas largas, desordenadas. Hojas simples, opuestas o fasciculadas, verdosas, amargas, cubiertas de una cera, espatuladas, con bordes lisos, de 1-4 cm de largo. Ramas nudosas, grisáceas; las ramas secundarias de a pares en ángulo recto con la principal, formando cruces. Corteza grisácea, muy gruesa, profundas fisuras longitudinales. Flores completas, de 4 cm de largo, cáliz tubular de 1 cm de largo, 5-lóbulos, corola  acampanada, amarillas intensas, y manchas rojas en el interior; muy fragantes, con pelusa interior; solitarias o en pequeños grupos en los mismos fascículos de las hojas; permanecen más tiempo con más humedad ambiente. Florece dos veces al año: abril y diciembre, cuando el árbol ha perdido sus hojas,  quedando vistoso. Fruto  cápsula larga, cilíndrica de 1 a 2 dm de largo, parece una chaucha recta, pendular, castaño claro;  maduran entre mayo a junio, adquieren color pardo oscuro y las semillas membranosas, de 25 mm de largo, aladas, pequeñas, varios cientos de ellas por cápsula.
Madera pardo oscura, pesada y resistente,  fuerte y tenaz con una textura fina o mediana. Es difícil de trabajarla tiende a astillarse, pero toma un buen lijado.[cita requerida]

## Distribución
Se lo puede encontrar en la mayoría de la región chaqueña, tanto en el chaco seco, como en el chaco húmedo. En Argentina, está en las provincias de Catamarca, Chaco, Córdoba, Corrientes, Formosa, Jujuy, La Rioja, Salta, Sgo. del Estero, Santa Fe y Tucumán, en Paraguay, en los departamentos de Alto Paraguay, Amambay, Central, Concepción, Ñeembucú, Paraguarí y Presidente Hayes, en Brasil, en el sudoeste de Mato Grosso do Sul. No suele crecer muy rodeado de otros árboles, especialmente si son altos, es común en palmares inundables y zonas abiertas, tiene cierta preferencia por suelos secos, sueltos y salinos. En Córdoba, crece en el noroeste, chaco árido, especialmente en el perisalino de las Salinas Grandes, y en el chaco semiárido, siempre en zona llana, en Catamarca y La Rioja es común en zonas al pie de cerros donde el agua tiende a escurrirse

## Nombre común
- Payagua labón, huíñaj, cruzcaspi, tororotay, palo cruz, martín gil.